# The Game (musikalbum)
För andra betydelser, se The Game.
The Game är det åttonde studioalbumet av den brittiska rockgruppen Queen, utgivet 30 juni 1980 av EMI och Elektra Records. Albumet spelades in under två sessioner, det ena under juni och juli 1979 och det andra mellan februari och maj 1980. Gruppens alla tidigare album hade spelats in under en och samma session. The Game spelades in i Musicland Studios i München, Tyskland och producerades av Queen tillsammans med Mack.
The Game innehar ett med pop-orienterat sound än föregående album, Jazz, och man använde sig för första gången i gruppens historia av syntar; på samtliga föregående album hade man tydligt deklarerat att man inte använt syntar. Detta pop-sound expanderades ytterligare på Queens efterföljande album. The Game är också gruppens näst kortaste studioalbum med 35 minuter och 39 sekunder. Endast soundtracket Flash Gordon är kortare.
Albumet var gruppens första och enda att nå förstaplaceringen på Billboard 200 i USA och är med 4,5 miljoner exemplar, tillsammans med News of the World, bandets bäst säljande album i USA. Även i Storbritannien nådde albumet förstaplatsen på albumlistan. Fem singlar släpptes från albumet, "Crazy Little Thing Called Love", "Save Me", "Play the Game", "Another One Bites the Dust" och "Need Your Loving Tonight". Den sistnämnda gavs dock endast ut i USA och Japan.
I maj 2003 återutgavs The Game på DVD-Audio med Dolby Digital surround sound och DTS 5.1. På denna utgivning finns en mix av "Coming Soon" som innehar en alternativ tagning av körerna på låten, detta på grund av att man inte kunde hitta originalspåren då man mixade albumet till 5.1. För att fira bandets 40-årsjubileum återutgavs albumet den 27 juni 2011 i en "deluxe-edition" där man remastrat albumet och lagt till fem extra låtar på en bonus-EP.

## Historia

### Låtskrivandet
"Jag minns att Roger skrev tre låtar till The Game , och alla tre av dem skapade polemik i bandet; det var en låt som heter "Coming Soon" som Roger, till en början, tyckte borde vara med på singeln och lämna sin plats på albumet till en annan av hans låtar, "A Human Body". Men Brian och Freddie invände att om den ingick, så skulle albumet kännas för melodisk, eftersom de redan hade skrivit tre liknande lugna låtar. Till slut övertygade de Roger, som kände sig speciellt stolt över "A Human Body", och valde "Coming Soon". Den låten är en bra illustration av det ljud vi fick till för detta album och i allmänhet för de kommande, tills A Kind of Magic. Men det visas kanske ännu bättre av Rogers tredje låt; "Rock It". Det fanns problem med den också: Roger var på det klara med att han skulle sjunga den, men Brian och jag föreslog att Fred kanske skulle låta bättre. Två versioner spelades in, en med Roger och en med Freddie. John gillade hur Roger sjöng den, men Brian föredrog Freddie, så vi kompromissade. Roger tagning, även om introt togs från Freddie."
"Crazy Little Thing Called Love" och "Another One Bites the Dust" är två av Queens mest kända låtar och är de enda av gruppens singlar som tagit sig upp som nummer ett på singellistan i USA. Den första låt som skrevs för albumet var "Crazy Little Thing Called Love", som sångaren Freddie Mercury skrev på "fem eller tio minuter" då han tog ett bad på Hotel Bayerischer Hof i München; "jag skrev den på gitarr, som jag egentligen inte kan spela, men på ett sätt var min begränsning en bra sak då jag bara kunde ett fåtal ackord. Det är bra, eftersom jag fick skriva inom en liten ram. Jag kunde inte jobba igenom alltför många ackord och på grund av denna begränsning tycker jag att jag skrev en bra låt." "Another One Bites the Dust" var inspirerad av discogruppen Chics låt "Good Times" och var enligt basisten och låtskrivaren John Deacon också soulinspirerad; "Jag lyssnade på en hel del soul när jag gick i skolan och jag har alltid varit intresserad av den sortens musik. Jag hade velat göra ett låt som "Another One Bites the Dust" ett tag, men ursprungligen var titeln och basriffet allt jag hade. Gradvis fyllde jag på den och bandet lade till idéer. Jag kunde höra den som en låt att dansa till, men hade ingen aning om att det skulle bli en så stor hit som den blev."
"Coming Soon" skrevs av trummisen Roger Taylor och påbörjades redan under sessionerna för Jazz. Taylor hade till en början velat att "Coming Soon" skulle ha släppts som b-sida till "Play the Game" och att "A Human Body" skulle ha varit med på albumet, men Mercury och gitarristen Brian May röstade emot honom och istället blev det tvärtom. Taylor sade vid ett tillfälle också att gruppen hade 40 låtar att välja mellan till albumet. Under dessa sessioner skrev Mercury också "It's a Beautiful Day", som kom att ges ut 15 år senare på Made in Heaven.

### Inspelning och produktion

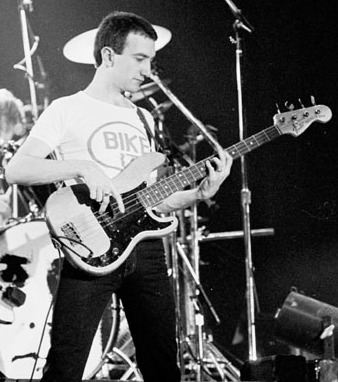
John Deacon live med Queen 1979 under "Crazy tour".

Inspelningarna av The Game påbörjades i juni 1979 efter att Queen ägnat större delen av våren till att turnera i Europa och Japan. Man spelade in på Musicland Studios i München, Tyskland med den tyske producenten Reinhold Mack. Samarbetet med Mack kom till tack vare gruppens manager, Jim Beach, och enligt Mack sökte bandet ett nytt sound; "killarna visste att de behövde ett nytt sound, något annat från de tidigare albumen. Samtidigt var de rädda att folk skulle sluta identifiera Queen, eftersom ljudet av deras 70-album, med de kända harmonierna, var ett kännetecken. De ville ha något nytt, men de visste inte vad." Inspelningarna varade i drygt en månad och Queen hann under denna period med att spela in fyra låtar; "Save Me", "Sail Away Sweet Sister", "Coming Soon" och "Crazy Little Thing Called Love". Efter denna session tog bandet semester innan de påbörjade repetitioner för en kommande turné i Storbritannien; "Crazy Tour". "Crazy Little Thing Called Love" gavs ut som albumets första singel i oktober och turnén påbörjades i slutet av november. Under turnén, som avslutades den 26 december med en välgörenhetskonsert på Hammersmith Odeon i London, spelade man två av de nya låtarna för första gången; "Crazy Little Thing Called Love" och "Save Me".
I februari 1980 påbörjade gruppen sedan session två för albumet. Under denna period började man också att arbeta med soundtracket Flash Gordon. På båda albumen använde sig Queen för första gången av synt på ett studioalbum. På de tidigare album hade man klart utskrivet på omslagen att man inte använde sig av syntar. Den som nu användes var en Oberheim OBX; "vi ville experimentera med all den nya studioutrustningen. Vi hade alltid varit angelägna om att prova nya och olika saker när vi spelade in. Syntarna på den tiden var så bra, de var mycket avancerade jämfört med de tidiga Moogarna, som inte gjorde mycket mer än en rad konstiga ljud. De som vi använde kunde duplicera alla sorters ljud och instrument – man kunde få en hel orkester ur dem genom att trycka på en knapp. Fantastiskt." Två versioner av "Rock It (Prime Jive)" spelades in, en med Taylor och en med Mercury som sångare. Efter omröstning inom gruppen bestämdes det att Taylor skulle få sjunga låten, men att Mercurys intro fick vara kvar. Enligt Mack var Taylors sångfraser kortare än Mercurys; "För att undvika att texten blev så kort, lade jag till synteffekter varje gång Roger avslutade en vers, så att det inte skulle bli för mycket mellanrum till nästa." Inspelningen av albumet avslutades sedan i maj 1980.

### Utgivning

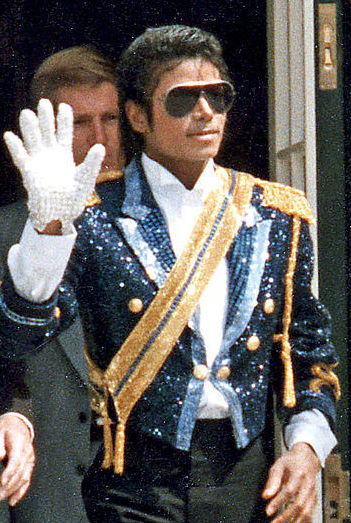
Det var först när Michael Jackson såg potential i låten "Another One Bites the Dust" som man gav ut den som singel.

Första singeln från The Game, Mercurys "Crazy Little Thing Called Love", gavs ut 5 oktober 1979 och var därmed nästan 9 månader gammal då albumet gavs ut. Låten gick in på den brittiska singellistan 20 oktober 1979 på plats 33. Två veckor senare nådde den topp-10 (där den låg i totalt 6 veckor) innan den ytterligare tre veckor senare nådde sin högsta placering som tvåa, endast slagen av "When You're in Love with a Beautiful Woman" av Dr. Hook and the Medicine Show. I USA trädde "Crazy Little Thing Called Love" in på Billboard Hot 100 som nummer 58 22 december 1979. 9 veckor senare nådde den plats 1 och blev därmed Queens första singeletta i USA. Låten låg på topp-10 i totalt 12 veckor, varav 4 av dessa som etta. Låten gick även upp som etta i bland annat Australien, Kanada, Mexiko och Nederländerna. 25 januari 1980 gavs nästa singel ut, "Save Me", skriven av May. I Storbritannien låg den 6 veckor på singellistan och nådde som bäst plats 11. "Save Me" gavs inte ut i USA, men nådde topp-10 placeringar i Nederländerna, Norge, Irland och Italien. 30 maj släpptes "Play the Game" som albumets tredje singel innan The Game ens givits ut. Låten nådde plats 14 i Storbritannien och plats 42 i USA.
The Game gavs ut den 30 juni 1980 både i Storbritannien och USA av EMI respektive Elektra Records. Albumet debuterade som tvåa, bakom The Rolling Stones album Emotional Rescue, innan det veckan därpå gick upp som etta. Albumet låg kvar som etta ytterligare en vecka och låg totalt i 4 veckor på topp-10. I USA tog sig The Game in på topp-10 efter den tredje försäljningsveckan och blev 20 september 1980 gruppens första och enda album att nå förstaplatsen på Billboard 200. Man tog över förstaplatsen från Jackson Brownes album Hold On och låg där kvar i 5 veckor. The Game l¨g totalt 21 veckor på topp-10 och certifierades 1 oktober 1980 med en platinaskiva för 1 miljon sålda exemplar. I november 2002 hade albumet sålt i över 4 miljoner exemplar i USA.
22 augusti gavs Deacons "Another One Bites the Dust" ut som sista singel från albumet. Bandet var till en början skeptiska till att ge ut låten som singel, men övertalades till slut av Michael Jackson. Låten blev gruppens andra etta på Billboard Hot 100 i USA och är också med 7 miljoner exemplar bandets mest sålda singel. I Storbritannien nådde låten som bäst plats 7 och låg etta i ett flertal olika länder, bland annat; Kanada, Guatemala, Israel, Japan och Spanien. I USA och Japan gavs ytterligare en singel ut; "Need Your Loving Tonight". Låten tog sig dock endast in på Billboard 100, där den under sina 11 veckor på listan nådde plats 44 som bäst.

### Mottagande
Den brittiska musiktidningen Record Mirror gav The Game 4 av 5 i betyg och skrev; "Efter Zeppelin och före The Scorpions, så är Queen det mest spännande band jag någonsin sett eller hört. Och jag är säker på att alla ni som älskar kvalitativ musik håller med. Rolling Stone kände att det var "trevligt att höra ett Queenalbum med låtar och inte 'hymner'." The Washington Post gav en svidande recension och skrev; "Efter fem år av outmanande och dystra album, var detta tänkt att vara Queens comeback. Men ingen sådan lycka." Steve Taylor, som skrev för musiktidningen Smash Hits, var lika avvisande och skrev "mellan två plattor av Queens vanliga symfonisk och/eller pampiga rock [...] ligger en fyllning av helt originell smörja". Stephen Thomas Erlewine skrev för Allmusic och sade att albumets "discorock blandningar" visade ett band som har "vänt sig mot pop istället för rock", "och det är ett stort popalbum, cirka 1980, som fortfarande står som ett av bandets mest njutbara skivor."
Tidningen Creems läsare röstade fram The Game som det sjunde bästa albumet 1980. Vid Grammy Awards 1981, var Queen och Mack nominerade till "Producer of the Year (Non-Classical)" medan "Another One Bites the Dust" var nominerad till "Best Rock Performance by a Duo or Group with Vocal". Queen blev under American Music Awards 1981 nominerade till "Favorite Pop/Rock Band/Duo/Group", medan "Another One Bites the Dust" fick priset för "Favorite Pop/Rock Single". Allmusic utnämnde senare The Game som Queens bästa album under 1980-talet.

## Turné
Turnén startade i Vancouver i Kanada 30 juni 1980 och var starten på deras turné i Nordamerika. Den varade fram till den 30 september, och avslutades med tre konserter i Madison Square Garden, New York, USA. Efter ungefär två månaders uppehåll började Europaturnén den 23 november i Schweiz. Turnén gick vidare genom flera länder i Europa innan den gjorde ett stort stopp i England i början av december. Som en hyllning till John Lennon som mördades i New York den 8 december, framförde Mercury och May Lennons låt "Imagine" vid flera tillfällen (åtminstone den 9, 14 och 18 december) innan Europaturnén avslutades i München den 18 december 1980. Efter ett kort uppehåll drog turnén vidare till Japan under februari 1981. Därefter besökte man för första gången Argentina och Brasilien i mars. En av Queens två konserter i São Paulo sågs av 131 000 människor, vilket vid denna tid var världsrekord.

## Låtlista
| 1. | Play the Game                  | Freddie Mercury | Mercury | 3:32 |
| 2. | Dragon Attack                  | Brian May       | Mercury | 4:19 |
| 3. | Another One Bites the Dust     | John Deacon     | Mercury | 3:38 |
| 4. | Need Your Loving Tonight       | Deacon          | Mercury | 2:49 |
| 5. | Crazy Little Thing Called Love | Mercury         | Mercury | 2:43 |

| 1.           | Rock It (Prime Jive)   | Roger Taylor | Mercury, Taylor | 4:33  |
| 2.           | Don't Try Suicide      | Mercury      | Mercury         | 3:53  |
| 3.           | Sail Away Sweet Sister | May          | May             | 3:33  |
| 4.           | Coming Soon            | Taylor       | Mercury, Taylor | 2:51  |
| 5.           | Save Me                | May          | Mercury         | 3:49  |
| Total längd: | Total längd:           | Total längd: | Total längd:    | 35:39 |

| 1. | Save Me (Live in Montreal, november 1981)                       | May     | Mercury | 4:18 |
| 2. | A Human Body (b-sida)                                           | Taylor  | Taylor  | 3:44 |
| 3. | Sail Away Sweet Sister (Take 1 with guide vocal, February 1980) | May     | May     | 3:33 |
| 4. | It's a Beautiful Day (Original spontaneous idea, april 1980)    | Mercury | Mercury | 5:04 |
| 5. | Dragon Attack (Live in Milton Keynes, juni 1982)                | May     | Mercury | 5:55 |

## Medverkande
| Queen - John Deacon – bas, synt, gitarr, akustisk gitarr, piano - Brian May – gitarr, sång, synt, piano - Freddie Mercury – sång, piano, synt, akustisk gitarr - Roger Taylor – trummor, sång, synt, gitarr Övriga medverkande - Mack – synt | Produktion - Producent – Queen och Mack - Ljudtekniker – Mack - Mastering – Mack och Brian Gardener - Omslagsdesign – Cream - Foto – Peter Hince och Christopher Hopper |

## Listplaceringar och certifikat
| Land:          | Organisation: | Topplacering: | Sålda ex:  | Certifikat:  | Ref:          |
| -------------- | ------------- | ------------- | ---------- | ------------ | ------------- |
| Nederländerna  | NVPI          | 1             | 50 000+    | Guld         | [ 18 ]        |
| Norge          | IFPI          | 2             |            |              | [ 18 ]        |
| Nya Zeeland    | RIANZ         | 11            |            |              | [ 18 ]        |
| Storbritannien | BPI           | 1             | 300 000    | Platina      | [ 2 ] [ 19 ]  |
| Sverige        | IFPI          | 7             |            |              | [ 18 ]        |
| Tyskland       | BVMI          | 2             | 250 000+   | Guld         | [ 18 ] [ 20 ] |
| USA            | RIAA          | 1             | 4 000 000+ | Platina (x4) | [ 1 ] [ 21 ]  |
| Österrike      | IFPI          | 5             | 25 000+    | Guld         | [ 18 ] [ 22 ] |